# Ptilogyna (Plusiomyia) flabellifera
Ptilogyna (Plusiomyia) flabellifera is een tweevleugelige uit de familie langpootmuggen (Tipulidae). De soort komt voor in het Neotropisch gebied.